# Magisano
Magisano község (comune) Olaszország Calabria régiójában, Catanzaro megyében.

## Fekvése
A megye északkeleti részén fekszik. Határai: Albi, Sellia, Sersale és Zagarise. Neve Maijsanoként a 14. században jelenik meg először. A 19. század elején, amikor a Nápolyi Királyságban felszámolták a feudalizmust előbb Albi része lett, majd rövid időn belül önálló községgé vált.

## Története
A település alapításáról nem léteznek pontos adatok.

## Népessége
A népesség számának alakulása:

## Főbb látnivalói
- Palazzo Grande
- Palazzo Corrado
- Santa Maria della Luce-templom
- Santa Maria Assunta-templom